# Selección de fútbol sub-20 de Portugal
La Selección de fútbol sub-20 de Portugal es el equipo que representa al país en el Mundial Sub-20, el Torneo Esperanzas de Toulón y en la Eurocopa Sub-19; y es controlada por la Federación Portuguesa de Fútbol.

## Palmarés
- Copa Mundial de Fútbol Sub-20: 2

1989, 1991
- - Finalista: 1

2011
- Eurocopa Sub-19: 1

2018
- - Finalista: 2

2003, 2014
- Torneo Esperanzas de Toulón: 2

2001, 2003
- - Finalista: 3

1997, 2000, 2005
- Torneio Internacional de Madeira: 7

1997, 2000, 2002, 2003, 2005, 2007, 2008
- - Finalista: 4

1998, 2001, 2004, 2006
- Torneio Campos Verdes: 2

2007, 2008

## Estadísticas

### Copa Mundial de Fútbol Sub-20
| Copa Mundial de Fútbol Sub-20 | Copa Mundial de Fútbol Sub-20 | Copa Mundial de Fútbol Sub-20 | Copa Mundial de Fútbol Sub-20 | Copa Mundial de Fútbol Sub-20 | Copa Mundial de Fútbol Sub-20 | Copa Mundial de Fútbol Sub-20 | Copa Mundial de Fútbol Sub-20 | Copa Mundial de Fútbol Sub-20 | Copa Mundial de Fútbol Sub-20 |
| Año                           | Ronda                         | Pos.                          | PJ                            | PG                            | PE1                           | PP                            | GF                            | GC                            | Dif.                          |
| ----------------------------- | ----------------------------- | ----------------------------- | ----------------------------- | ----------------------------- | ----------------------------- | ----------------------------- | ----------------------------- | ----------------------------- | ----------------------------- |
| 1977                          | No participó                  | No participó                  | No participó                  | No participó                  | No participó                  | No participó                  | No participó                  | No participó                  | No participó                  |
| 1979                          | Cuartos de final              | 7.º                           | 4                             | 1                             | 1                             | 2                             | 2                             | 4                             | -2                            |
| de 1981 a 1987                | No clasificó                  | No clasificó                  | No clasificó                  | No clasificó                  | No clasificó                  | No clasificó                  | No clasificó                  | No clasificó                  | No clasificó                  |
| 1989                          | Campeón                       | 1º                            | 6                             | 5                             | 0                             | 1                             | 6                             | 3                             | +3                            |
| 1991                          | Campeón                       | 1.º                           | 6                             | 5                             | 1                             | 0                             | 9                             | 1                             | +8                            |
| 1993                          | Fase de grupos                | 16.º                          | 3                             | 0                             | 0                             | 3                             | 1                             | 5                             | -4                            |
| 1995                          | Tercer lugar                  | 3.º                           | 6                             | 5                             | 0                             | 1                             | 12                            | 6                             | +6                            |
| 1997                          | No clasificó                  | No clasificó                  | No clasificó                  | No clasificó                  | No clasificó                  | No clasificó                  | No clasificó                  | No clasificó                  | No clasificó                  |
| 1999                          | 2.ª Ronda                     | 13º                           | 4                             | 1                             | 2                             | 1                             | 5                             | 4                             | +1                            |
| de 2001 a 2005                | No clasificó                  | No clasificó                  | No clasificó                  | No clasificó                  | No clasificó                  | No clasificó                  | No clasificó                  | No clasificó                  | No clasificó                  |
| 2007                          | Octavos de final              | 15º                           | 4                             | 1                             | 0                             | 3                             | 4                             | 5                             | -1                            |
| 2009                          | No clasificó                  | No clasificó                  | No clasificó                  | No clasificó                  | No clasificó                  | No clasificó                  | No clasificó                  | No clasificó                  | No clasificó                  |
| 2011                          | Subcampeón                    | 2º                            | 7                             | 4                             | 2                             | 1                             | 7                             | 3                             | +4                            |
| 2013                          | Octavos de final              | 11º                           | 4                             | 2                             | 1                             | 1                             | 12                            | 7                             | +5                            |
| 2015                          | Cuartos de final              | 6.º                           | 5                             | 4                             | 1                             | 0                             | 12                            | 2                             | +10                           |
| 2017                          | Cuartos de final              | 7.º                           | 5                             | 2                             | 2                             | 1                             | 9                             | 7                             | 2                             |
| 2019                          | Fase de grupos                | 17.º                          | 3                             | 1                             | 1                             | 1                             | 2                             | 3                             | -1                            |
| 2023                          | No clasificó                  | No clasificó                  | No clasificó                  | No clasificó                  | No clasificó                  | No clasificó                  | No clasificó                  | No clasificó                  | No clasificó                  |
| 2025                          | No clasificó                  | No clasificó                  | No clasificó                  | No clasificó                  | No clasificó                  | No clasificó                  | No clasificó                  | No clasificó                  | No clasificó                  |
| Total                         | 2 Títulos                     | 2/24                          | 57                            | 31                            | 11                            | 15                            | 81                            | 50                            | +31                           |

- 1= Los empates incluyen los partidos que se decidieron por penales.

### Eurocopa Sub-19
| Campeonato de Europa Sub-19 de la UEFA | Campeonato de Europa Sub-19 de la UEFA | Campeonato de Europa Sub-19 de la UEFA | Campeonato de Europa Sub-19 de la UEFA | Campeonato de Europa Sub-19 de la UEFA | Campeonato de Europa Sub-19 de la UEFA | Campeonato de Europa Sub-19 de la UEFA | Campeonato de Europa Sub-19 de la UEFA | Campeonato de Europa Sub-19 de la UEFA |             |
| Año                                    | Ronda                                  | PJ                                     | PG                                     | PE1                                    | PP                                     | GF                                     | GC                                     | Dif.                                   |             |
| -------------------------------------- | -------------------------------------- | -------------------------------------- | -------------------------------------- | -------------------------------------- | -------------------------------------- | -------------------------------------- | -------------------------------------- | -------------------------------------- | ----------- |
| 2002                                   | No clasificó                           | No clasificó                           | No clasificó                           | No clasificó                           | No clasificó                           | No clasificó                           | No clasificó                           | No clasificó                           |             |
| 2003                                   | Subcampeón                             | 5                                      | 2                                      | 2                                      | 1                                      | 14                                     | 8                                      | +6                                     |             |
| 2004                                   | No clasificó                           | No clasificó                           | No clasificó                           | No clasificó                           | No clasificó                           | No clasificó                           | No clasificó                           | No clasificó                           |             |
| 2005                                   | No clasificó                           | No clasificó                           | No clasificó                           | No clasificó                           | No clasificó                           | No clasificó                           | No clasificó                           | No clasificó                           |             |
| 2006                                   | Fase de grupos                         | 3                                      | 0                                      | 3                                      | 0                                      | 7                                      | 7                                      | 0                                      |             |
| 2007                                   | Fase de grupos                         | 3                                      | 1                                      | 1                                      | 1                                      | 3                                      | 2                                      | +1                                     |             |
| 2008                                   | No clasificó                           | No clasificó                           | No clasificó                           | No clasificó                           | No clasificó                           | No clasificó                           | No clasificó                           | No clasificó                           |             |
| 2009                                   | No clasificó                           | No clasificó                           | No clasificó                           | No clasificó                           | No clasificó                           | No clasificó                           | No clasificó                           | No clasificó                           |             |
| 2010                                   | Fase de grupos                         | 3                                      | 1                                      | 0                                      | 2                                      | 3                                      | 7                                      | -4                                     |             |
| 2011                                   | No clasificó                           | No clasificó                           | No clasificó                           | No clasificó                           | No clasificó                           | No clasificó                           | No clasificó                           | No clasificó                           |             |
| 2012                                   | Fase de grupos                         | 3                                      | 1                                      | 1                                      | 1                                      | 8                                      | 6                                      | +2                                     |             |
| 2013                                   | Semifinales                            | 7                                      | 5                                      | 1                                      | 1                                      | 22                                     | 7                                      | +15                                    |             |
| 2014                                   | Subcampeón                             | 11                                     | 9                                      | 1                                      | 1                                      | 32                                     | 9                                      | +23                                    |             |
| 2015                                   | Segunda Ronda                          | 6                                      | 5                                      | 0                                      | 1                                      | 17                                     | 10                                     | +7                                     |             |
| 2016                                   | Semifinales                            | 4                                      | 1                                      | 2                                      | 1                                      | 7                                      | 8                                      | -1                                     |             |
| 2017                                   | Subcampeón                             | 5                                      | 3                                      | 1                                      | 1                                      | 7                                      | 5                                      | +2                                     |             |
| 2018                                   | Campeón                                | 5                                      | 4                                      | 0                                      | 1                                      | 17                                     | 7                                      | +10                                    |             |
| 2019                                   | Subcampeón                             | 5                                      | 3                                      | 1                                      | 1                                      | 12                                     | 3                                      | +9                                     |             |
| 2020                                   | Cancelado por la Pandemia de Covid-19  | Cancelado por la Pandemia de Covid-19  | Cancelado por la Pandemia de Covid-19  | Cancelado por la Pandemia de Covid-19  | Cancelado por la Pandemia de Covid-19  | Cancelado por la Pandemia de Covid-19  | Cancelado por la Pandemia de Covid-19  | Cancelado por la Pandemia de Covid-19  |             |
| 2021                                   | Cancelado por la Pandemia de Covid-19  | Cancelado por la Pandemia de Covid-19  | Cancelado por la Pandemia de Covid-19  | Cancelado por la Pandemia de Covid-19  | Cancelado por la Pandemia de Covid-19  | Cancelado por la Pandemia de Covid-19  | Cancelado por la Pandemia de Covid-19  | Cancelado por la Pandemia de Covid-19  |             |
| 2022                                   | No clasificó                           | No clasificó                           | No clasificó                           | No clasificó                           | No clasificó                           | No clasificó                           | No clasificó                           | No clasificó                           |             |
| 2023                                   | Subcampeón                             | 5                                      | 4                                      | 0                                      | 1                                      | 14                                     | 3                                      | +11                                    |             |
| 2024                                   | No clasificó                           | No clasificó                           | No clasificó                           | No clasificó                           | No clasificó                           | No clasificó                           | No clasificó                           | No clasificó                           |             |
| 2025                                   | Por definir                            | Por definir                            | Por definir                            | Por definir                            | Por definir                            | Por definir                            | Por definir                            | Por definir                            | Por definir |
| Total                                  | 1 Tituló                               | 60                                     | 35                                     | 12                                     | 12                                     | 151                                    | 79                                     | +72                                    |             |

### Torneo Esperanzas de Toulón
| Torneo Esperanzas de Toulón | Torneo Esperanzas de Toulón | Torneo Esperanzas de Toulón | Torneo Esperanzas de Toulón | Torneo Esperanzas de Toulón | Torneo Esperanzas de Toulón | Torneo Esperanzas de Toulón | Torneo Esperanzas de Toulón | Torneo Esperanzas de Toulón | Torneo Esperanzas de Toulón |
| Año                         | Ronda                       | Pos.                        | PJ                          | PG                          | PE1                         | PP                          | GF                          | GC                          | Dif.                        |
| --------------------------- | --------------------------- | --------------------------- | --------------------------- | --------------------------- | --------------------------- | --------------------------- | --------------------------- | --------------------------- | --------------------------- |
| 1996                        | 3º Lugar                    | 3º                          | 4                           | 3                           | 1                           | 0                           | 12                          | 3                           | +9                          |
| 1997                        | Finalista                   | 2º                          | 5                           | 2                           | 2                           | 1                           | 7                           | 4                           | +3                          |
| 1998                        | 3º Lugar                    | 3º                          | 5                           | 3                           | 1                           | 1                           | 4                           | 1                           | +3                          |
| 1999                        | Fase de grupos              | 7º                          | 3                           | 0                           | 1                           | 2                           | 1                           | 5                           | - 4                         |
| 2000                        | Finalista                   | 2º                          | 5                           | 1                           | 4                           | 0                           | 7                           | 4                           | +3                          |
| 2001                        | Campeón                     | 1º                          | 5                           | 5                           | 0                           | 0                           | 12                          | 5                           | +7                          |
| 2002                        | Fase de grupos              | 7º                          | 4                           | 0                           | 3                           | 1                           | 1                           | 2                           | - 1                         |
| 2003                        | Campeón                     | 1º                          | 5                           | 4                           | 0                           | 1                           | 11                          | 2                           | +9                          |
| 2004                        | Fase de grupos              | 5º                          | 3                           | 1                           | 1                           | 1                           | 3                           | 3                           | 0                           |
| 2005                        | Finalista                   | 2º                          | 5                           | 4                           | 0                           | 1                           | 9                           | 5                           | +4                          |
| 2006                        | 3º Lugar                    | 3º                          | 5                           | 2                           | 2                           | 1                           | 3                           | 1                           | +2                          |
| 2007                        | 4º Lugar                    | 4º                          | 5                           | 1                           | 3                           | 1                           | 2                           | 2                           | 0                           |
| 2011                        | Fase de grupos              | 5º                          | 3                           | 1                           | 2                           | 0                           | 3                           | 2                           | +1                          |
| 2013                        | 4º Lugar                    | 4º                          | 5                           | 2                           | 1                           | 2                           | 8                           | 8                           | +0                          |
| 2014                        | 3º Lugar                    | 3º                          | 5                           | 4                           | 0                           | 1                           | 11                          | 4                           | +7                          |
| 2016                        | 4º Lugar                    | 4º                          | 5                           | 3                           | 0                           | 2                           | 7                           | 2                           | +5                          |
| 2018                        | Fase de grupos              | 6º                          | 3                           | 0                           | 1                           | 2                           | 3                           | 5                           | -2                          |
| 2019                        | 5º Lugar                    | 5º                          | 4                           | 3                           | 0                           | 1                           | 7                           | 3                           | +5                          |
| Total                       | 2 Títulos                   | 2/15                        | 79                          | 39                          | 22                          | 18                          | 111                         | 61                          | +50                         |

## Jugadores

### Jugadores destacados
| - Luís Figo - Rui Costa - Fernando Couto - Jorge Costa | - João Vieira Pinto - Paulo Alves - Paulo Sousa - Nuno Capucho | - Rui Bento - Emílio Peixe - Abel Xavier |

### Premios Individuales

#### Mundial Sub-20
| Año  | Balón de Oro | Balón de Plata  | Balón de Bronce |
| ---- | ------------ | --------------- | --------------- |
| 1991 | Emílio Peixe |                 | Paulo Torres    |
| 1995 |              | Dani            |                 |
| 2011 |              | Nélson Oliveira |                 |

| Año  | Bota de Oro | Bota de Plata | Bota de Bronce |
| ---- | ----------- | ------------- | -------------- |
| 1995 |             | Dani          |                |
| 2013 |             | Bruma         |                |

| Año  | Guante de Oro |
| 2011 | Mika          |
| ---- | ------------- |

#### Torneo Esperanzas de Toulón
| Año  | Goleador   |
| 1996 | Nuno Gomes |
| 1997 | Carlitos   |
| ---- | ---------- |
| 2001 | Lourenço   |
| 2003 | Lourenço   |
| 2005 | Vaz Tê     |

| Año  | Mejor Jugador |
| 1997 | Edgar Pacheco |
| 2000 | Ednilson      |
| 2001 | Ricardo Costa |
| 2004 | Raul Meireles |
| 2005 | Organista     |
| 2007 | Bruno Gama    |
| ---- | ------------- |

| Año  | Mejor Portero |
| ---- | ------------- |
| 1997 | Nuno Santos   |
| 1998 | Nuno Santos   |
| 2000 | Sérgio Leite  |
| 2003 | Bruno Vale    |